# Bossou
Pour les articles homonymes, voir Bossou (homonymie).
Bossou est un village et une sous-préfecture de Guinée, rattachée à la préfecture de Lola et la région administrative de Nzérékoré. 

## Population
En 2016, le nombre d'habitants est estimé à 10 570, à partir d'une extrapolation officielle du recensement de 2014 qui en avait dénombré 9 883 .

## Environnement
Les collines boisées de  Bossou font partie de la partie centrale  de la réserve de biosphère des Mont Nimba. Elle couvre une superficie de 320 hectare et abrite un groupe de chimpanzés.

## Éducation

### Enseignement pré universitaire
Bossou compte aujourd'hui une école maternelle, une école primaire publique et une école primaire privée (école primaire Lysoh Siryl Doré).

### Enseignement supérieur
L'institut de recherche environnementale de Bossou est la seule institution de recherche scientifique basée dans la sous-préfecture.

## Personnalité lié a la ville
- Jean-Marie Doré, né a Bossou